# Chiesa dei Santi Pietro e Paolo Apostoli (Valleve)
La chiesa dei Santi Pietro e Paolo Apostoli è il principale luogo di culto cattolico di Valleve, in provincia e diocesi di Bergamo; fa parte del vicariato di Branzi-Santa Brigida-San Martino oltre la Goggia.

## Storia
Nel 1432 fu consacrata nel nome dei santi Pietro e Paolo una chiesa nella località di Valleve dal vescovo di Bergamo Francesco Aregazzi, la nuova chiesa era forse stata costruita su una più antica. Risulta fosse già parrocchiale nel 1536 come dai documenti del vescovo di Bergamo Pietro Lippomano.
Il 3 ottobre 1575 la chiesa fu visitata da san Carlo Borromeo arcivescovo di Milano. Dagli atti della visita si deduce che era inserita nella pieve di San Martino di Piazza Brembana, era senza reddito e le funzioni erano celebrate da un solo curato, con l'apporto del parroco della chiesa di Branzi. Nella relazione risulta che il Borromeo, dato i pochi fedeli del luogo e la mancanza di beneficio, invitò il curato a unire la parrocchiale con quella più prossima. Vi erano inoltre sussidiarie le chiese di San Rocco, San Salvatore e l'oratorio di Santa Elisabetta della località Cambrembo.
Dalla relazione della visita di san Gregorio Barbarigo si deduce che la chiesa era compresa della vicaria foranea di Piazza Brembana godeva di un reddito e i vicini provvedevano a stipendiare il curato Simone Crosati di Genova con uno stipendio di 90 scudi annui. Vi erano le scuola del Santissimo Sacramento e del Santo Rosario.
Nel 1666 la chiesa fu inserita nel “Sommario delle chiese di Bergamo”, elenco redatto dal cancelliere della curia vescovile Giovanni Giacomo Marenzi. La chiesa è indicata sotto la dedicazione dei santi Pietro e Paolo apostoli, sita in Valle Brembana Superiore e dipendente dalla pieve di "San Martino oltre la Gogia". La chiesa era "mercenaria" e vi erano le scuole del Santissimo Sacramento che gestiva l'altare maggiore e del Rosario che gestiva l'altare omonimo. Sussidiare della parrocchiale vi erano l'oratorio intitolato a santa Elisabetta e la chiesa dei Santi Rocco e Sebastiano.
Nel 1722 la chiesa fu oggetto di una completa ricostruzione su progetto dello svizzero Antonio Bergio di Valmaggia e consacrata dal vescovo Antonio Redetti il 30 giugno 1737. Visitata l'8 luglio 1780 dal vescovo Giovanni Paolo Dolfin risulta che la parrocchiale vi fossero le scuole del Santissimo Sacramento e del Santo Rosario dal 25 settembre 1628, nonché la confraternita della dottrina cristiana.Vi erano sempre affiliati l'oratorio della visitazione alla cugina Elisabetta, di San Rocco e di San Pantaleone nella contrada di Belfiore.

La chiesa risulta inserita nella vicariato di Branzi fino a tutto il 1763. Negli stati del clero del 1822 il parroco di Valleve risulta titolare della dignità vicariale.
La località fu più volte investita da valanghe, in particolare quella del 1815 fece molte vittime. Nel 1888 una di queste colpì l'edificio di culto rovinandone la facciata che fu ricostruita con il contributo di tutti gli abitanti il comune. Gli ultimi anni del XX secolo la chiesa necessitò di lavori di manutenzione e di mantenimento con l'ammodernamento degli impianti.
Il 27 maggio 1979 con decreto del vescovo Giulio Oggioni la chiesa fu inserita nel vicariato di Branzi-Santa Brigida-San Martino oltre la Goggia.

## Descrizione

### Esterno
L'edificio di culto è preceduto da un ampio sagrato sopraelevato rispetto l'assetto stradale. La facciata tripartita da lesene decorate e divisa in due settori da un cornicione. Nel primo ordine vi è il portale del XVIII secolo in pietra lavorata completo di paraste e architrave che reggono il timpano spezzato e modanato poggiante su due mensole, con la cimasa raffigurante lo stemma vescovile. La parte centrale è leggermente avanzata rispetto alle due laterali che hanno due nicchie vuote. Il secondo ordine presenta centrale una grande finestra rettangolare atta a illuminare l'aula, e due nicchie vuote. Il frontone termina con il timpano triangolare.

### Interno
L'interno a pianta rettangolare e a unica navata è da lesene in quattro campate. Le lesene sono complete di alta zoccolatura e capitelli che reggono il cornicione da cui s'imposta la volta a botte, e dove sono poste le finestre che illuminano l'aula. La prima campata a sinistra è dedicata al fonte battesimale e quella corrispondente alla zona penitenziale con il confessionale ligneo. Seguono gli altari dedicati a san Giuseppe e alla Madonna del Rosario. Nella terza campata a sinistra vi è il pulpito ligneo posto sopra l'ingresso laterale. Vi sono gli altari dedicati a san Francesco e a sant'Antonio abate.
La zona presbiteriale preceduta dall'arco trionfale e da due gradini in marmo nero termina con il coro a pianta semiottagonale con copertura a catino.